# 河馬に嚙まれる
『河馬に嚙まれる』（かばにかまれる）は、1985年に文藝春秋から出版された大江健三郎の連作短編小説である。のちに文春文庫、講談社文庫より文庫版が出版された。表題作は川端康成文学賞を受賞した。

## 概要
- 単行本帯には著者コメントが記載されている。「「浅間山荘」の銃撃戦と、雪深い森の若い死者たち。革命党派の課題をこえて、そこには戦後日本の精神史にきざまれた、もっとも悲劇的な惨たらしさがある。しかしユーモアの地下水もにじみ出るほどの人間的な深みで受けとめたい。文学の仕事なのだから……　永く考えた後、手法のことなる架空の短篇をくみあわせて、出来事の全体に対置することにした。主題としては長篇にひとしく、同時代、あるいは同じ不幸を生きる自分の個人史も透けて見える。」
- 本連作はストーリーの繋がりのある4篇「河馬に嚙まれる」「「河馬の勇士」と愛らしいラベオ」「河馬の昇天」「生の連鎖に働く河馬」とストーリー的に独立しているが、やはり学生運動やリンチ殺人をテーマとしている他の4篇で構成されている。
- エリオットの詩「河馬」をモチーフにしている。〈だだびろい背中を負ふた河馬のやつ／泥沼にお腹を押しあて揺ぎもない、／よそ目にはとてもがつちりしてゐるみたいで／このやつ、肉と血ばかりのかたまりだ。／／肉と血は弱いもの、脆いもの／神経の衝撃がぴんと応へる、／ところで真の教会はいつかな動ぜぬ／岩を礎に立つてゐる。〉〈「小羊」の血潮は河馬を洗ひ／天使のもろ腕、此奴を抱かん、／聖人さまに仲間入りして／黄金の竪琴を搔きならさん。／／雪の白さにさつぱり洗はれ／殉教の処女らは接吻せん、／真の教会は下界を根城にいつかな動ぜぬ、／相ひも変らぬ瘴気の霧に包まれながら。〉[1]
- 表題作は第11回川端康成文学賞を受賞している。

## あらすじ
- 「河馬に嚙まれる」／「「河馬の勇士」と愛らしいラベオ」／「河馬の昇天」／「生の連鎖に働く河馬」

作家である主人公「僕」（以下、O）の学生時代に食事などの面倒をみてくれて恩義のある女性の息子が、中学生のころからの友達と付き合っているうちに、なんとなく「穴ぼこに落ちる」ように17歳で連合赤軍事件（小説内ではカギ括弧付きで「左派赤軍」とされている）に関わってしまった。獄中にいる息子を善導してほしいと女性に頼まれて、Oはその息子と手紙でやり取りをしたことがある。時が流れて、1980年代に入り、Oはその息子「河馬の勇士」がウガンダの自然公園で河馬に嚙まれて重症を負ったが、回復して達者で働いているというニュースをたまたま知り、そのことを短編に書いた。（「河馬の勇士」とは彼が河馬に嚙まれて生き延びたことから現地でついた愛称である）
短編を読んだ石垣ほそみという若い女性がOを訪ねててきて「河馬の勇士」の連絡先を教えて欲しいという。ほそみの十歳年上の姉、石垣しおりは連合赤軍事件に関わっており山岳ベースで無残に処刑されていた。ほそみは、Oがある講演でひいたエリアーデが核時代について触れた日記「マルクス主義者は、ただ未来がパラダイスのごとくであろうということのみで、数知れぬ殺戮を──自分の身の上にすら──、受け入れるのである。」を踏まえて、連合赤軍に関わっていた人たちは「未来のパラダイス」の実現をあきらめてしまっているようだが、そうだとしたら姉の死は報われないのではないか？と言う。ほそみは悲惨な事件を超えて、ともかくは新しい方向に向けて歩み始めた「河馬の勇士」と話してみたいと考えている。
Oに「河馬の勇士」の連絡先を教えてもらったほそみは、アフリカに出向き「河馬の勇士」と出会う。二人は激しい議論をする。姉の死に意味を与えたいほそみは、エリオットの詩に絡めて、連合赤軍事件は陰惨な形で終わったが、それでも「教会は残っている。私はね、自分の姉も、その教会の側にあると考えてやりたいわ！」という。それに対して「河馬の勇士」は答える。「自分は河馬のほうがいいよ。苦しい所を、なんとかみっともなく生き延びた河馬がいいね。他人を殺す、自分を殺す、そのあげく、教会を後に遺すなど、したくもないよ！」「みっともなくてもな、生きつづけるつもりで考えるのでなければ、希望もなにもないよ。生きつづけるつもりでやれば、自分らの理論のまちがいもわかるからね。そうやってこそ少しずつ未来に希望も見えてくるのじゃないか？自殺したり殺したりでは、希望もなにもないよ」
諍いを経ながらも、二人は惹かれあい、遂に結婚する。二人の関係、成り行きをOはほそみからの手紙で教えられて、経過を同時報告するように連作短編に書き継いでいく。子供を宿したほそみと「河馬の勇士」が帰国して、O家族と会い、親密な関係が築かれる。ほそみは子供を産み姉の名をとって、しおりとつける。赤ん坊がダウン症と診断される。Oは困難を次々にあたえるこの世界の悪意の所在に呆然とするが、困難を乗り越えてきた若い二人は精神的に強く、前向きに物事を捉えている。彼らを見ていてOも「上向きの勢い」をあたえられる。
- 「浅間山荘」のトリックスター

僕はJ・N（ジョン・ネイスン）の紹介だとしてあらわれたユウジーン・山根に浅間山荘事件をモチーフとした映画の脚本を書かないかと持ちかけられる。浅間山荘事件において警察と籠城者の仲介役を買って出ようとして死んだ男性を題材にすることになる。僕はその計画に思いがけず熱中するが、資金提供者であるユウジーンが禁治産者になり計画は頓挫する。
- 四万年前のタチアオイ

中国吐魯番へ女優Ｙ・Ｓさん（吉永小百合）を含む文化人一団として出かけた旅先で、Ｙ・Ｓさんのファンであった僕の従妹タカチャンのことを思い返す。彼女は大学の研究者であったが学生紛争の騒動のなかで頭を打ち精神を病む。シルクロードの城址の幻想的な光景のなかで僕はタカチャンの想いである「汚辱と恐怖と絶望のうちに殺された娘たちの、死そのものが正しく、かつ人間的に美し」いと証明される現実にはあり得ぬ世界を夢想する。
- 死に先だつ苦痛について

長男が生まれた頃、僕を「あにさん」と呼んで慕ってくるタケチャンという年少の友人がいた。タケチャンは僕と疎遠になった後、大学に遅れて入学して全共闘運動に参加する。その後旅行会社を興して成功する。政治運動の結社をつくったタケチャンは荷物カルト運動を前進させるためのハイ・ジャックを企んだが、それを暴露しようとしたキイッチャンをリンチ処刑してしまう。タケチャンは癌で入院して苦痛の中で事件の告白をして死んでいく。
- サンタクルスの「広島週間」

カリフォルニア大学サンタクルス校で「広島週間」の講演をおこなう。そこに訪ねてきた女性との会話から、若い頃の自殺未遂と勘違いされかねない酒・睡眠薬絡みの不始末を思い出す。

## 収録短編
- 河馬に嚙まれる
- 「河馬の勇士」と愛らしいラベオ
- 「浅間山荘」のトリックスター
- 河馬の昇天
- 四万年前のタチアオイ
- 死に先だつ苦痛について
- サンタクルスの「広島週間」
- 生の連鎖に働く河馬

（講談社文庫版には「「浅間山荘」のトリックスター」と「サンタクルスの「広島週間」」の二作品は収録されていない）

## 時評
作品発表時の時評として主なものに以下のものがある。
- 日野啓三・坂上弘・青野聰「創作合評『死に先立つ苦痛について』」『群像』1985年10月
- 筒井康隆「新しい自己照射の試みー大江健三郎『河馬に嚙まれる』」『文學界』1986年3月号
- 竹田青嗣「世界イメージを耕す困難性 大江健三郎『河馬に嚙まれる』」『群像』1986年3月号
- 白川正芳「文体の魔と新技術（大江健三郎『河馬に嚙まれる』他を読む）』『三田文学』1986年5月

## 書誌
- 『河馬に嚙まれる』文藝春秋、1985年
- 『河馬に嚙まれる』文春文庫、1989年
- 『河馬に嚙まれる』講談社文庫、2006年